# Sunset; or, Her Only Romance
Sunset; or, Her Only Romance è un cortometraggio muto del 1912. Il nome del regista non viene riportato nei credit del film.

## Produzione
Il film fu prodotto dalla Vitagraph Company of America, girato con il titolo di lavorazione The Ranch by the Sea.

## Distribuzione
Distribuito dalla General Film Company, il film - un cortometraggio in una bobina - uscì nelle sale cinematografiche statunitensi il 16 marzo 1912.